# Mirjam Puchner
Mirjam Puchner, född den 18 maj 1992 i Salzburg, är en österrikisk alpin skidåkare, som specialiserat sig på främst störtlopp och super-G. Hon är uppväxt i Sankt Johann im Pongau. Hennes äldre bror är Joachim Puchner.
Puchner debuterade i världscupen den 12 januari 2013 i Sankt Anton. Hon tog sin första världscupseger den 16 mars 2016, i störtlopp i Sankt Moritz.
Hon är tvåfaldig österrikisk mästare i störtlopp (2014–2015), och slovakisk mästare i samma disciplin 2013. Hon deltog i juniorvärldsmästerskapen 2011–2013 men utan större framgångar.